# 耶律淑哥
耶律淑哥（?—?），为契丹（遼朝）皇族，辽景宗耶律贤的第四女（排行存疑），生母渤海妃。
身为辽朝皇女，耶律淑哥不知何故，无公主封号。乾亨二年（980年），下嫁北汉归附的卢俊。统和元年（983年）六月，耶律淑哥与驸马都尉卢俊不谐，上表请离婚，十月，改嫁给了萧神奴（《本纪》作国舅详稳照姑）。

## 传記資料
- 《遼史》公主表